# Pupille de l'État en droit français
Pour les articles homonymes, voir Pupille de l'État et Pupille (homonymie).
Ne doit pas être confondu avec Pupille de la Nation.
 (juin 2025).
En France, un enfant pupille de l'État est un mineur qui est sous la responsabilité de l'État. Les pupilles peuvent être :
- soit des mineurs nés sous X ou venant de pouponnière,
- soit des mineurs trouvés dans la rue,
- soit des mineurs qui sont retrouvés non déclarés,
- soit des mineurs confiés par une décision juridique au service de l'aide sociale à l'enfance,
- soit des mineurs orphelins, qui du jour au lendemain se retrouvent sans parents pour n'importe quelle raison.

Les enfants sous le régime de pupille de l'État peuvent être adoptés et conservent ce régime jusqu'à leur adoption. Si le mineur n'a pas d'identité, l'État peut lui créer son identité et il peut garder cette identité toute sa vie s'il n’est pas adopté.

## Législation
L’article L. 224-4 du Code de l'action sociale et des familles prévoit six catégories d’admission :
« Sont admis en qualité de pupille de l'État :
1. Les enfants dont la filiation n'est pas établie ou est inconnue, qui ont été recueillis par le service de l'aide sociale à l'enfance depuis plus de deux mois ;
2. Les enfants dont la filiation est établie et connue, qui ont expressément été remis au service de l'aide sociale à l'enfance en vue de leur admission comme pupilles de l'État par les personnes qui ont qualité pour consentir à leur adoption, depuis plus de deux mois ;
3. Les enfants dont la filiation est établie et connue, qui ont expressément été remis au service de l'aide sociale à l'enfance depuis plus de six mois par leur père ou leur mère en vue de leur admission comme pupilles de l’État et dont l'autre parent n'a pas fait connaître au service, pendant ce délai, son intention d'en assumer la charge ; avant l'expiration de ce délai de six mois, le service s'emploie à connaître les intentions de l'autre parent ;
4. Les enfants orphelins de père et de mère pour lesquels la tutelle n'est pas organisée selon le chapitre II du titre X du livre Ier du code civil et qui ont été recueillis par le service de l'aide sociale à l'enfance depuis plus de deux mois ;
5. Les enfants dont les parents ont fait l'objet d'un retrait total de l'autorité parentale en vertu des articles 378 et 378-1 du code civil et qui ont été recueillis par le service de l'aide sociale à l'enfance en application de l'article 380 dudit code ;
6. Les enfants recueillis par le service de l'aide sociale à l'enfance en application des articles 381-1 et 381-2 du code civil. »

— Article L. 224-4 du Code de l'action sociale et des familles sur Légifrance
Ces catégories d'admission concernent dans les faits trois types de situations :
1. l’admission des enfants confiés par leurs parents ;
2. l’admission d’enfants orphelins ;
3. l’admission d’enfants dont les parents ont fait l’objet d’une décision judiciaire de retrait total de l’autorité parentale, ou d’enfants déclarés judiciairement abandonnés, lorsque ces enfants sont confiés au service de l’Aide sociale à l’enfance dans le cadre de ces procédures.

## Recours
Pour déposer un recours contre l'arrêté d'admission d'un enfant comme pupille de l’État, il faut pour cela être reconnu en tant que parents ou alliés de l'enfant, ou justifier d'un lien, « notamment pour avoir assumé sa garde, de droit ou de fait » (art. L. 224-8, al. 1er, Code de l'action sociale et des familles). Le recours doit néanmoins être déposé dans un délai de 30 jours ; s'il s'agit de porter recours contre un placement en adoption, le délai est de 15 jours.
La jurisprudence a refusé plusieurs fois aux grands-parents d'un enfant né sous X d'agir en tant que tel, puisque précisément le lien entre la mère et l'enfant n'est pas juridiquement reconnu en vertu de cette procédure spécifique,. La jurisprudence n'est néanmoins pas unanime, puisqu'un arrêt de la cour d'appel d'Angers en date du 26 janvier 2011 a rendu une décision contraire.